# 연풍역 (안주)
연풍역(延豊驛)은 조선민주주의인민공화국 평안남도 안주시에 위치한 개천선의 철도역이다.